# Чемпионат России по лёгкой атлетике 2017
Чемпионат России по лёгкой атлетике 2017 года прошёл 28—30 июля в Жуковском на стадионе «Метеор». Подмосковный город впервые в истории принимал главный старт российского легкоатлетического сезона. Соревнования открыл премьер-министр России Дмитрий Медведев. На протяжении 3 дней было разыграно 38 комплектов медалей.
Изначально соревнования были запланированы на 13—15 июля, однако из-за одновременного проведения в Жуковском международного авиационно-космического салона МАКС-2017 их перенесли на конец месяца по совету главного тренера сборной России Юрия Борзаковского. Переносу не помешала и близость чемпионата мира в Лондоне, начинавшегося 4 августа. Это было связано с продолжавшимся бессрочным отстранением российских легкоатлетов от международных соревнований и дисквалификацией национальной федерации из-за допингового скандала. Из 4-х десятков россиян, подавших индивидуальные запросы, комиссией ИААФ к мировому первенству были допущены только 19 спортсменов (в качестве нейтральных атлетов). По этой причине второй год подряд на чемпионате страны не проводился отбор на главный международный старт сезона. Нескольким легкоатлетам, допущенным ИААФ в ходе летнего сезона 2017 года, перенос соревнований не позволил вовремя выполнить необходимый норматив для участия в чемпионате мира (из-за небольшого количества внутренних стартов с высокой конкуренцией).
Одни из лучших результатов турнира показал Владимир Никитин, выигравший с большим преимуществом бег на 1500 и 5000 метров, оба раза выходя в лидеры с первых метров дистанции. Его результат на 5000 метров, 13.29,40, стал новым рекордом чемпионатов России.
Также двукратным чемпионом страны стал Артём Примак. 29 июля с разницей в 2,5 часа он выиграл прыжок в длину с результатом 8,22 м и тройной прыжок с лучшей попыткой на 17,17 м. Оба результата стали личными рекордами спортсмена.
На протяжении 2017 года в различных городах были проведены чемпионаты России в отдельных дисциплинах лёгкой атлетики:
- 15—17 февраля — зимний чемпионат России по длинным метаниям (Адлер)
- 1 апреля — чемпионат России по горному бегу (вверх) (Железноводск)
- 28 апреля — чемпионат России по кроссу (весна) (Жуковский)
- 7 мая — чемпионат России по марафону (Волгоград)
- 13—14 мая — чемпионат России по суточному бегу (Москва)
- 9—11 июня — чемпионат России по многоборьям (Смоленск)
- 10—11 июня — чемпионат России по спортивной ходьбе (Чебоксары)
- 17 июня — чемпионат России по горному бегу (вверх-вниз) (Йошкар-Ола)
- 1—2 июля — чемпионат России по бегу на 10 000 метров (Жуковский)
- 2—5 сентября — чемпионат России по эстафетному бегу (Адлер)
- 3 сентября — чемпионат России по полумарафону (Ярославль)
- 30 сентября — 1 октября — чемпионат России по кроссу (осень) (Оренбург)
- 1 октября — чемпионат России по бегу на 100 км (Брянск)
- 22 октября — чемпионат России по горному бегу (длинная дистанция) (Красная Поляна)

## Медалисты

### Мужчины
| Дисциплина                          | Золото                                                                                  | Золото             | Серебро                                                                                    | Серебро               | Бронза                                                                                 | Бронза                |
| ----------------------------------- | --------------------------------------------------------------------------------------- | ------------------ | ------------------------------------------------------------------------------------------ | --------------------- | -------------------------------------------------------------------------------------- | --------------------- |
| 100 м (ветер: −0,5 м/с)             | Денис Огарков Липецкая область Брянская область                                         | 10,45              | Дмитрий Лопин Краснодарский край                                                           | 10,47                 | Игорь Образцов Ульяновская область                                                     | 10,50                 |
| 200 м (ветер: +0,1 м/с)             | Александр Ефимов Тульская область                                                       | 21,03              | Андрей Кухаренко Ленинградская область Санкт-Петербург                                     | 21,07                 | Кирилл Чернухин Москва Санкт-Петербург                                                 | 21,14                 |
| 400 м                               | Павел Ивашко Пермский край                                                              | 46,03              | Андрей Галацков Ульяновская область                                                        | 46,15                 | Павел Савин Тюменская область                                                          | 46,41                 |
| 800 м                               | Константин Толоконников Московская область Ростовская область                           | 1.47,75            | Алексей Бутранов Московская область                                                        | 1.47,90               | Данил Стрельников Башкортостан                                                         | 1.48,43               |
| 1500 м                              | Владимир Никитин Москва Пермский край                                                   | 3.37,14            | Евгений Кунц Алтайский край Москва                                                         | 3.40,10               | Егор Николаев Московская область Башкортостан                                          | 3.41,55               |
| 5000 м                              | Владимир Никитин Москва Пермский край                                                   | 13.29,40           | Вячеслав Шаламов Краснодарский край                                                        | 13.37,84              | Евгений Кунц Алтайский край Москва                                                     | 13.38,50              |
| 110 м с барьерами (ветер: −0,4 м/с) | Константин Шабанов Москва Псковская область                                             | 13,79              | Айдар Гилязов Татарстан                                                                    | 13,99                 | Владислав Зюков Москва Брянская область                                                | 14,06                 |
| 400 м с барьерами                   | Тимофей Чалый Красноярский край Московская область                                      | 49,55              | Александр Скоробогатько Москва Краснодарский край                                          | 49,83                 | Олег Миронов Москва Пермский край                                                      | 50,32                 |
| 3000 м с препятствиями              | Максим Якушев Свердловская область                                                      | 8.19,19            | Виктор Бахарев Новосибирская область                                                       | 8.24,22               | Николай Чавкин Москва Свердловская область                                             | 8.26,25               |
| Прыжок в высоту                     | Данил Лысенко Московская область Башкортостан                                           | 2,32 м             | Илья Иванюк Брянская область Смоленская область                                            | 2,26 м                | Никита Анищенков Москва Челябинская область                                            | 2,23 м                |
| Прыжок с шестом                     | Тимур Моргунов Челябинская область Московская область                                   | 5,65 м             | Александр Грипич Краснодарский край Москва                                                 | 5,55 м                | Евгений Лукьяненко Краснодарский край Москва                                           | 5,55 м                |
| Прыжок в длину                      | Артём Примак Краснодарский край Хабаровский край                                        | 8,22 м (+0,7 м/с)  | Сергей Полянский [a] Краснодарский край                                                    | 8,13 м [a] (+3,0 м/с) | Раиль Кутуев [a] Москва Оренбургская область                                           | 8,10 м [a] (+1,3 м/с) |
| Тройной прыжок                      | Артём Примак Краснодарский край Хабаровский край                                        | 17,17 м (+0,2 м/с) | Дмитрий Сорокин Краснодарский край Хабаровский край                                        | 16,95 м (+0,3 м/с)    | Дмитрий Чижиков Москва Санкт-Петербург                                                 | 16,85 м (−0,1 м/с)    |
| Толкание ядра                       | Александр Лесной Краснодарский край                                                     | 21,31 м            | Максим Афонин Москва Саха−Якутия                                                           | 20,83 м               | Константин Лядусов Москва Ростовская область                                           | 19,89 м               |
| Метание диска                       | Алексей Худяков Москва Оренбургская область                                             | 63,13 м            | Глеб Сидорченко Москва Ставропольский край                                                 | 61,48 м               | Виктор Бутенко Москва Ставропольский край                                              | 61,40 м               |
| Метание молота                      | Валерий Пронкин Москва Нижегородская область                                            | 79,32 м            | Денис Лукьянов Московская область Ростовская область                                       | 75,85 м               | Алексей Сокирский Краснодарский край                                                   | 75,81 м               |
| Метание копья                       | Дмитрий Тарабин Краснодарский край Московская область                                   | 80,40 м            | Валерий Иордан Московская область                                                          | 80,39 м               | Владислав Панасенков Московская область Смоленская область                             | 77,27 м               |
| Эстафета 4×100 м                    | Ульяновская область · Игорь Образцов · Артём Федотов · Андрей Галацков · Ильфат Садеев  | 39,89              | Краснодарский край · Дмитрий Хомутов · Александр Бреднев · Дмитрий Лопин · Руслан Перестюк | 39,95                 | Санкт-Петербург · Дмитрий Шкуропатов · Максим Рафилович · Кирилл Чернухин · Иван Шаров | 40,08                 |
| Эстафета 4×400 м                    | Санкт-Петербург · Максим Рафилович · Андрей Руденко · Андрей Кухаренко · Михаил Филатов | 3.04,72            | Пермский край · Алексей Кёниг · Олег Миронов · Дмитрий Коробов · Павел Ивашко              | 3.06,45               | Иркутская область · Илья Краснов · Вадим Резвых · Евгений Панасенко · Владимир Краснов | 3.06,68               |

a  8 февраля 2018 года Всероссийская федерация лёгкой атлетики сообщила о дисквалификации на 2 года прыгуна в длину Кирилла Сухарева. Спортсмен добровольно признал свою вину в нарушении антидопинговых правил. Все выступления спортсмена с 15 июля 2014 года по 27 октября 2017 года были аннулированы, в том числе второе место на чемпионате России — 2017 с результатом 8,14 м.

### Женщины
| Дисциплина                          | Золото                                                                                | Золото             | Серебро                                                                                            | Серебро            | Бронза                                                                                     | Бронза             |
| ----------------------------------- | ------------------------------------------------------------------------------------- | ------------------ | -------------------------------------------------------------------------------------------------- | ------------------ | ------------------------------------------------------------------------------------------ | ------------------ |
| 100 м (ветер: +0,2 м/с)             | Кристина Сивкова Москва                                                               | 11,43              | Елена Черняева Вологодская область Санкт-Петербург                                                 | 11,50              | Марина Пантелеева Москва Липецкая область                                                  | 11,58              |
| 200 м (ветер: −0,5 м/с)             | Анастасия Полищук Свердловская область Челябинская область                            | 23,36              | Елена Черняева Вологодская область Санкт-Петербург                                                 | 23,46              | Кристина Хорошева Пензенская область Тульская область                                      | 23,61              |
| 400 м                               | Ксения Аксёнова Свердловская область ЯНАО                                             | 51,62              | Екатерина Реньжина Москва Тульская область                                                         | 51,70              | Яна Глотова Московская область Липецкая область                                            | 52,60              |
| 800 м                               | Александра Гуляева Москва Ивановская область                                          | 1.58,34            | Светлана Улога Татарстан                                                                           | 1.59,20            | Ксения Савина Краснодарский край                                                           | 1.59,97            |
| 1500 м                              | Елена Коробкина Москва Липецкая область                                               | 4.04,90            | Анастасия Калина Московская область Санкт-Петербург                                                | 4.05,71            | Елена Мурашова Москва                                                                      | 4.07,23            |
| 5000 м                              | Екатерина Ишова Московская область Чувашия                                            | 15.41,59           | Анна Ильина Москва Чувашия                                                                         | 15.43,04           | Ольга Кунгина Москва Пермский край                                                         | 15.43,97           |
| 100 м с барьерами (ветер: +1,4 м/с) | Анастасия Николаева Московская область Самарская область                              | 13,05              | Ирина Решёткина Москва Санкт-Петербург                                                             | 13,17              | Вероника Червинская Краснодарский край Свердловская область                                | 13,18              |
| 400 м с барьерами                   | Валерия Храмова Самарская область                                                     | 55,75              | Вера Рудакова Москва Пермский край                                                                 | 56,07              | Ирина Такунцева Свердловская область Курганская область                                    | 57,83              |
| 3000 м с препятствиями              | Екатерина Соколенко Томская область Новосибирская область                             | 9.37,53            | Наталья Власова Москва Приморский край                                                             | 9.41,06            | Наталья Аристархова Красноярский край                                                      | 9.46,79            |
| Прыжок в высоту                     | Мария Ласицкене Московская область Кабардино-Балкария                                 | 1,96 м             | Светлана Школина Москва Нижегородская область                                                      | 1,94 м             | Ирина Гордеева Санкт-Петербург                                                             | 1,92 м             |
| Прыжок с шестом                     | Ангелина Краснова Москва Иркутская область                                            | 4,60 м             | Ольга Муллина Москва Санкт-Петербург                                                               | 4,55 м             | Полина Кнороз Санкт-Петербург                                                              | 4,45 м             |
| Прыжок в длину                      | Елена Соколова Москва Белгородская область                                            | 6,85 м (+0,9 м/с)  | Светлана Бирюкова Москва Санкт-Петербург                                                           | 6,68 м (+1,8 м/с)  | Анна Мисоченко Краснодарский край                                                          | 6,65 м (+0,1 м/с)  |
| Тройной прыжок                      | Дарья Нидбайкина Москва Брянская область                                              | 14,21 м (+1,1 м/с) | Виктория Прокопенко Москва Санкт-Петербург                                                         | 14,00 м (+0,8 м/с) | Анна Крылова Татарстан                                                                     | 13,97 м (−1,0 м/с) |
| Толкание ядра                       | Анна Авдеева Самарская область                                                        | 18,05 м            | Алёна Бугакова Москва Тверская область                                                             | 17,79 м            | Евгения Соловьёва Московская область Челябинская область                                   | 17,62 м            |
| Метание диска                       | Елена Панова Москва Владимирская область                                              | 60,59 м            | Наталья Широбокова Омская область Санкт-Петербург                                                  | 58,07 м            | Юлия Мальцева Москва ХМАО−Югра                                                             | 56,54 м            |
| Метание молота                      | Елизавета Царёва Московская область Ростовская область                                | 70,30 м            | Софья Палкина Самарская область                                                                    | 68,42 м            | Наталья Поспелова Свердловская область                                                     | 65,81 м            |
| Метание копья                       | Вера Ребрик Москва                                                                    | 61,40 м            | Ксения Зыбина Санкт-Петербург                                                                      | 55,24 м            | Мария Сафонова Воронежская область                                                         | 55,04 м            |
| Эстафета 4×100 м                    | Москва · Марина Пантелеева · Екатерина Кузина · Евгения Полякова · Кристина Сивкова   | 44,51              | Московская область · Ксения Разгуляева · Анастасия Еремеева · Анастасия Николаева · Анна Кукушкина | 44,88              | Санкт-Петербург · Ольга Белкина · Светлана Титова · Екатерина Блёскина · Елена Черняева    | 45,02              |
| Эстафета 4×400 м                    | Москва · Елизавета Аникиенко · Александра Лузина · Надежда Котлярова · Юлия Кузнецова | 3.31,83            | Московская область · Юлия Спиридонова · Анастасия Беднова · Карина Дубынина · Яна Глотова          | 3.31,92            | Санкт-Петербург · Вера Алымова · Алёна Мельникова · Екатерина Тюрина · Елизавета Федосеева | 3.36,63            |

## Зимний чемпионат России по длинным метаниям
Зимний чемпионат России по длинным метаниям 2017 прошёл 15—17 февраля в Адлере на легкоатлетическом стадионе спортивного комплекса «Юность».

### Мужчины
| Дисциплина     | Золото                                                | Золото  | Серебро                                     | Серебро | Бронза                                               | Бронза  |
| -------------- | ----------------------------------------------------- | ------- | ------------------------------------------- | ------- | ---------------------------------------------------- | ------- |
| Метание диска  | Виктор Бутенко Москва Ставропольский край             | 62,80 м | Алексей Худяков Москва Оренбургская область | 60,65 м | Александр Кириа Краснодарский край                   | 60,33 м |
| Метание молота | Сергей Литвинов Мордовия                              | 75,44 м | Алексей Сокирский Краснодарский край        | 75,15 м | Евгений Коротовский Москва Смоленская область        | 73,83 м |
| Метание копья  | Дмитрий Тарабин Краснодарский край Московская область | 78,34 м | Валерий Иордан Московская область           | 78,11 м | Илья Шаповалов Краснодарский край Карачаево-Черкесия | 74,53 м |

### Женщины
| Дисциплина     | Золото                                                 | Золото  | Серебро                                                 | Серебро | Бронза                                    | Бронза  |
| -------------- | ------------------------------------------------------ | ------- | ------------------------------------------------------- | ------- | ----------------------------------------- | ------- |
| Метание диска  | Елена Панова Москва Владимирская область               | 62,64 м | Светлана Сайкина Москва Нижегородская область           | 56,37 м | Юлия Мальцева Москва ХМАО-Югра            | 56,06 м |
| Метание молота | Елизавета Царёва Московская область Ростовская область | 65,72 м | Анна Булгакова Москва Ставропольский край               | 65,42 м | Алёна Лысенко Москва Владимирская область | 60,23 м |
| Метание копья  | Вера Ребрик Москва                                     | 59,85 м | Светлана Печникова Санкт-Петербург Владимирская область | 56,88 м | Мария Сафонова Воронежская область        | 54,38 м |

## Чемпионат России по горному бегу (вверх)
XVIII чемпионат России по горному бегу (вверх) состоялся 1 апреля 2017 года в Железноводске, Ставропольский край. Участники выявляли сильнейших на трассе, проложенной на склоне горы Бештау. На старт вышел 61 участник (37 мужчин и 24 женщины) из 17 регионов России. Надежда Лещинская защитила звание чемпионки России на дистанции 6,1 км (общий набор высоты 796 м).

### Мужчины
| Дисциплина                             | Золото                               | Золото | Серебро                         | Серебро | Бронза                           | Бронза |
| -------------------------------------- | ------------------------------------ | ------ | ------------------------------- | ------- | -------------------------------- | ------ |
| 11,88 км перепад высот: +1105 м −149 м | Алексей Пагнуев Свердловская область | 58.10  | Арсель Фасхетдинов Башкортостан | 58.32   | Сергей Суббочев Тульская область | 58.50  |

### Женщины
| Дисциплина                         | Золото                              | Золото | Серебро               | Серебро | Бронза                           | Бронза |
| ---------------------------------- | ----------------------------------- | ------ | --------------------- | ------- | -------------------------------- | ------ |
| 6,1 км перепад высот: +807 м −11 м | Надежда Лещинская Самарская область | 40.22  | Екатерина Зотова ЯНАО | 41.15   | Анастасия Рудная Санкт-Петербург | 42.02  |

## Чемпионат России по кроссу (весна)
Весенний чемпионат России по кроссу 2017 года состоялся 28 апреля на трассе в городском парке Жуковского, Московская область. На старт вышло около 250 спортсменов из 52 регионов страны. Соревнования прошли при прохладной и дождливой погоде.

### Мужчины
| Дисциплина | Золото                                                  | Золото | Серебро                          | Серебро | Бронза                                   | Бронза |
| ---------- | ------------------------------------------------------- | ------ | -------------------------------- | ------- | ---------------------------------------- | ------ |
| Кросс 3 км | Егор Николаев Московская область Башкортостан           | 8.39   | Сергей Попов Воронежская область | 8.41    | Алексей Гущин Москва Орловская область   | 8.45   |
| Кросс 8 км | Игорь Максимов Новосибирская область Забайкальский край | 23.35  | Андрей Лейман Краснодарский край | 23.38   | Михаил Стрелков Москва Орловская область | 23.44  |

### Женщины
| Дисциплина | Золото                                                 | Золото | Серебро                                     | Серебро | Бронза                                       | Бронза |
| ---------- | ------------------------------------------------------ | ------ | ------------------------------------------- | ------- | -------------------------------------------- | ------ |
| Кросс 2 км | Екатерина Соколова Московская область Брянская область | 6.18   | Марина Поспелова Москва Ярославская область | 6.20    | Светлана Карамашева Хакасия                  | 6.23   |
| Кросс 6 км | Людмила Лебедева Москва Марий Эл                       | 19.43  | Наталья Власова Москва Приморский край      | 19.46   | Александра Гуляева Москва Ивановская область | 19.55  |

## Чемпионат России по марафону
Чемпионат России по марафону 2017 года состоялся 7 мая в Волгограде в рамках Волгоградского марафона. Трасса представляла собой пятикилометровый круг, проложенный по улице Чуйкова. Степан Киселёв и Наталья Старкова впервые стали чемпионами страны.

### Мужчины
| Дисциплина | Золото                   | Золото  | Серебро                     | Серебро | Бронза                                     | Бронза  |
| ---------- | ------------------------ | ------- | --------------------------- | ------- | ------------------------------------------ | ------- |
| Марафон    | Степан Киселёв Татарстан | 2:14.36 | Артём Алексеев Башкортостан | 2:15.32 | Алексей Реунков Москва Челябинская область | 2:15.40 |

### Женщины
| Дисциплина | Золото                               | Золото  | Серебро                                     | Серебро | Бронза                  | Бронза  |
| ---------- | ------------------------------------ | ------- | ------------------------------------------- | ------- | ----------------------- | ------- |
| Марафон    | Наталья Старкова Челябинская область | 2:30.45 | Алина Прокопьева Московская область Чувашия | 2:30.53 | Наталья Пучкова Чувашия | 2:30.56 |

## Чемпионат России по суточному бегу
Чемпионат России по суточному бегу прошёл 13—14 мая на стадионе «Искра» в Москве в рамках XXVI сверхмарафона «Сутки бегом». На старт вышел 71 легкоатлет из 35 регионов России (55 мужчин и 16 женщин). Чемпионский титул среди мужчин второй год подряд завоевал 59-летний Юрий Галкин из подмосковного города Люберцы. Ирина Масанова выиграла свой первый в карьере суточный забег с результатом 231 454 м: больше в истории России за 24 часа бежали только три женщины. В борьбе за бронзовую медаль Анна Сидорова опередила Ольгу Уколову всего на 31 метр (214 943 м против 214 912 м).

### Мужчины
| Дисциплина   | Золото                         | Золото    | Серебро                       | Серебро   | Бронза                           | Бронза    |
| ------------ | ------------------------------ | --------- | ----------------------------- | --------- | -------------------------------- | --------- |
| Суточный бег | Юрий Галкин Московская область | 248 688 м | Антон Тампель Санкт-Петербург | 246 172 м | Артемий Свиридов Санкт-Петербург | 242 115 м |

### Женщины
| Дисциплина   | Золото                               | Золото    | Серебро                            | Серебро   | Бронза                        | Бронза    |
| ------------ | ------------------------------------ | --------- | ---------------------------------- | --------- | ----------------------------- | --------- |
| Суточный бег | Ирина Масанова Нижегородская область | 231 454 м | Надежда Шиханова Кировская область | 221 921 м | Анна Сидорова Санкт-Петербург | 214 943 м |

## Чемпионат России по многоборьям
Чемпионы России в многоборьях (мужское десятиборье и женское семиборье) были определены 9—11 июня 2017 года в Смоленске. Соревнования прошли на стадионе Смоленской академии физической культуры. Илья Шкуренёв установил личный рекорд и показал лучший результат сезона в мире — 8601 очко. С данной суммой он переместился на второе место в списке сильнейших десятиборцев страны за всю историю. Результаты выше были только у рекордсмена России Григория Дегтярёва (в 1984 году — 8698 и 8617 очков). По ходу соревнований Шкуренёв улучшил личные рекорды в трёх дисциплинах.

### Мужчины
| Дисциплина  | Золото                                                 | Золото    | Серебро                                    | Серебро    | Бронза                                   | Бронза     |
| ----------- | ------------------------------------------------------ | --------- | ------------------------------------------ | ---------- | ---------------------------------------- | ---------- |
| Десятиборье | Илья Шкуренёв Краснодарский край Волгоградская область | 8601 очко | Артём Лукьяненко Москва Ростовская область | 8130 очков | Артём Макаренко Москва Красноярский край | 8112 очков |

### Женщины
| Дисциплина | Золото                             | Золото     | Серебро                 | Серебро   | Бронза                                 | Бронза    |
| ---------- | ---------------------------------- | ---------- | ----------------------- | --------- | -------------------------------------- | --------- |
| Семиборье  | Мария Громышева Краснодарский край | 5888 очков | Мария Павлова Татарстан | 5782 очка | Маргарита Корнейчук Краснодарский край | 5641 очко |

## Чемпионат России по спортивной ходьбе
Чемпионат России по спортивной ходьбе 2017 прошёл 10—11 июня в Чебоксарах. Трасса была проложена по набережной Чебоксарского залива.

### Мужчины
| Дисциплина      | Золото                    | Золото  | Серебро                             | Серебро | Бронза                     | Бронза  |
| --------------- | ------------------------- | ------- | ----------------------------------- | ------- | -------------------------- | ------- |
| Ходьба на 20 км | Сергей Бакулин Мордовия   | 1:20.38 | Василий Мизинов Челябинская область | 1:21.48 | Пётр Богатырёв Мордовия    | 1:22.05 |
| Ходьба на 50 км | Дементий Чепарёв Мордовия | 3:43.05 | Сергей Шарыпов Удмуртия Мордовия    | 3:47.13 | Денис Нижегородов Мордовия | 3:53.35 |

### Женщины
| Дисциплина      | Золото                   | Золото  | Серебро                      | Серебро | Бронза                       | Бронза      |
| --------------- | ------------------------ | ------- | ---------------------------- | ------- | ---------------------------- | ----------- |
| Ходьба на 20 км | Елена Лашманова Мордовия | 1:27.43 | Екатерина Медведева Мордовия | 1:27.50 | София Бродацкая [b] Мордовия | 1:28.02 [b] |

b  21 мая 2019 года стало известно о решении Спортивного арбитражного суда, который дисквалифицировал на 4 года российскую легкоатлетку Марию Пономарёву. Основанием стали отклонения в биологическом паспорте спортсменки, которые указывали на применение допинга. Все результаты Пономарёвой после 8 июля 2015 года были аннулированы, в том числе третье место на чемпионате России по ходьбе — 2017 на дистанции 20 км с результатом 1:27.53.

## Чемпионат России по горному бегу (вверх-вниз)
XIX чемпионат России по горному бегу (вверх-вниз) состоялся 17 июня 2017 года в Йошкар-Оле, столице Республики Марий Эл. Участники выявляли сильнейших на трассе, проложенной в окрестностях посёлка Куяр. На старт вышли 69 участников (39 мужчин и 30 женщин) из 17 регионов России.

### Мужчины
| Дисциплина                         | Золото                       | Золото | Серебро                            | Серебро | Бронза                     | Бронза |
| ---------------------------------- | ---------------------------- | ------ | ---------------------------------- | ------- | -------------------------- | ------ |
| 12 км перепад высот: +750 м −750 м | Руслан Фаттахов Башкортостан | 49.51  | Владимир Калинин Самарская область | 50.47   | Илья Пунич Санкт-Петербург | 51.23  |

### Женщины
| Дисциплина                        | Золото                           | Золото | Серебро                            | Серебро | Бронза                   | Бронза |
| --------------------------------- | -------------------------------- | ------ | ---------------------------------- | ------- | ------------------------ | ------ |
| 8 км перепад высот: +500 м −500 м | Галина Егорова Самарская область | 38.03  | Анастасия Козина Самарская область | 38.37   | Екатерина Львова Чувашия | 38.53  |

## Чемпионат России по бегу на 10 000 метров
Чемпионы России в беге на 10 000 метров определились 1 июля в рамках Мемориала братьев Знаменских. Соревнования прошли на стадионе «Метеор» в подмосковном городе Жуковский. В мужском забеге была предпринята попытка побить рекорд России (27.53,12). На протяжении семи километров необходимый темп выдерживал Владимир Никитин, но из-за проблем со здоровьем он был вынужден сойти за два круга до финиша. Чемпионом России в третий раз подряд стал Анатолий Рыбаков, пересёкший финишную линию одновременно со своим братом-близнецом Евгением. Показанный результат, 28.01,93, стал личным рекордом для обоих спортсменов.

### Мужчины
| Дисциплина | Золото                               | Золото   | Серебро                             | Серебро  | Бронза                              | Бронза   |
| ---------- | ------------------------------------ | -------- | ----------------------------------- | -------- | ----------------------------------- | -------- |
| 10 000 м   | Анатолий Рыбаков Кемеровская область | 28.01,93 | Евгений Рыбаков Кемеровская область | 28.01,93 | Вячеслав Шаламов Краснодарский край | 28.21,28 |

### Женщины
| Дисциплина | Золото                                             | Золото   | Серебро                                   | Серебро  | Бронза                           | Бронза   |
| ---------- | -------------------------------------------------- | -------- | ----------------------------------------- | -------- | -------------------------------- | -------- |
| 10 000 м   | Елена Седова Новосибирская область Санкт-Петербург | 32.14,43 | Анна Белокобыльская Новосибирская область | 33.06,28 | Людмила Лебедева Москва Марий Эл | 33.18,63 |

## Чемпионат России по эстафетному бегу
Чемпионат России в неолимпийских дисциплинах эстафетного бега прошёл в Адлере со 2 по 5 сентября 2017 года на легкоатлетическом стадионе спортивного комплекса «Юность».

### Мужчины
| Дисциплина                   | Золото                                                                                      | Золото   | Серебро                                                                                    | Серебро  | Бронза                                                                                            | Бронза   |
| ---------------------------- | ------------------------------------------------------------------------------------------- | -------- | ------------------------------------------------------------------------------------------ | -------- | ------------------------------------------------------------------------------------------------- | -------- |
| Эстафета 400+300+200+100 м   | Санкт-Петербург · Михаил Филатов · Сергей Петухов · Кирилл Чернухин · Даниил Степанов       | 1.52,58  | Белгородская область · Роман Семакин · Иван Будзинский · Андрей Чернышов · Ваге Сетракян   | 1.53,33  | Курская область · Максим Федяев · Андрей Фёдоров · Роман Толмачёв · Пётр Пахомов                  | 1.53,50  |
| Эстафета 800+400+200+100 м   | Санкт-Петербург · Алексей Харитонов · Михаил Филатов · Кирилл Чернухин · Артур Рейсбих      | 3.09,36  | Иркутская область · Николай Воливецкий · Евгений Панасенко · Вадим Резвых · Игорь Ясенский | 3.10,54  | Курская область · Александр Ольков · Кирилл Лямин · Руслан Емельянов · Никита Шалапуда            | 3.11,36  |
| Эстафета 4×800 м             | Санкт-Петербург · Алексей Харитонов · Александр Куверин · Тимофей Петров · Валентин Смирнов | 7.24,75  | Московская область · Кирилл Симаков · Егор Филиппов · Егор Николаев · Сергей Дубровский    | 7.24,83  | Курская область · Николай Ляликов · Николай Букреев · Руслан Аникин · Александр Ольков            | 7.34,53  |
| Эстафета 4×1500 м            | Санкт-Петербург · Павел Хворостухин · Тимофей Петров · Алексей Харитонов · Валентин Смирнов | 15.30,63 | Московская область · Михаил Воробьёв · Сергей Дубровский · Кирилл Симаков · Егор Николаев  | 15.59,07 | Курская область · Дмитрий Александров · Николай Букреев · Александр Ольков · Николай Ляликов      | 16.30,13 |
| Эстафета 4×110 м с барьерами | Кемеровская область · Андрей Хайлов · Евгений Власов · Андрей Фомичёв · Алексей Черкасов    | 58,02    | Ростовская область · Павел Руднев · Александр Евгеньев · Кирилл Киреев · Артём Лукьяненко  | 59,01    | Краснодарский край · Константин Челноков · Евгений Васильев · Дмитрий Беляков · Алексей Кудрявцев | 59,96    |

### Женщины
| Дисциплина                   | Золото                                                                                            | Золото   | Серебро                                                                                                   | Серебро     | Бронза                                                                                              | Бронза      |
| ---------------------------- | ------------------------------------------------------------------------------------------------- | -------- | --- | ----------- | --------------------------------------------------------------------------------------------------- | ----------- |
| Эстафета 400+300+200+100 м   | Иркутская область · Анастасия Пинаева · Ксения Елизова · Елена Болсун · Екатерина Корнюшова       | 2.08,59  | Санкт-Петербург · Елизавета Федосеева · Екатерина Тюрина · Светлана Титова · Елена Черняева               | 2.09,00     | Московская область · Анастасия Беднова · Елизавета Аникиенко · Анна Кукушкина · Ирина Колесниченко  | 2.09,80     |
| Эстафета 800+400+200+100 м   | Санкт-Петербург · Ксения Савина · Елизавета Федосеева · Светлана Титова · Елена Черняева          | 3.31,68  | Курская область · Дина Александрова · Екатерина Шмыгарёва · Дарья Погорелова · Юлия Петрищева             | 3.33,36     | Московская область · Екатерина Соколова · Карина Дубынина · Елизавета Аникиенко · Анна Кукушкина    | 3.34,61     |
| Эстафета 4×800 м             | Санкт-Петербург · Анжелика Шевченко · Ульяна Аввакуменкова · Екатерина Шаповалова · Ксения Савина | 8.23,13  | Московская область · Александра Павлютенкова · Елизавета Цыганова · Анна Бойнова · Олеся Муратова         | 8.37,78     | Башкортостан · Евгения Шляпникова · Юлия Васильева · Галина Бубнова · Алёна Шухтуева                | 8.48,43     |
| Эстафета 4×1500 м            | Санкт-Петербург · Анжелика Шевченко · Олеся Мошиашвили · Дарья Большакова · Ульяна Аввакуменкова  | 17.41,15 | Московская область · Александра Павлютенкова · Гульшат Фазлитдинова · Олеся Муратова · Екатерина Соколова | 17.45,51    | не вручалась [c]                                                                                    |             |
| Эстафета 4×100 м с барьерами | Санкт-Петербург · Мария Аглицкая · Екатерина Блёскина · Юлия Кондакова · Ирина Решёткина          | 54,73    | Ростовская область [d] · Юлия Иванова · Екатерина Шульгина · Дарья Тимошенко · Лилия Дегтярёва            | 1.00,56 [d] | Омская область [d] · Виктория Мельник · Екатерина Задорожная · Ксения Посаженникова · Полина Лукина | 1.05,15 [d] |

c  В эстафете 4×1500 метров у женщин финишировали только 2 команды.

d  18 декабря 2018 года Всероссийская федерация лёгкой атлетики сообщила о дисквалификации на 4 года бегуньи Юлии Малуевой. Причиной стал отказ спортсменки от прохождения допинг-теста на чемпионате России по эстафетам 2017 года. В соответствии с правилами, результат сборной Санкт-Петербурга (Карина Зыкова, Екатерина Копрова, Элла Веденеева, Юлия Малуева) — второе место в эстафете 4×100 м с барьерами с временем 59,68 — был аннулирован.

## Чемпионат России по полумарафону
Чемпионат России по полумарафону состоялся 3 сентября 2017 года в Ярославле в рамках IV Ярославского полумарафона. Дистанция представляла собой круг длиной 10,55 км, проложенный по исторической части города. Чемпионом среди мужчин с результатом 1:03.25 стал Ринас Ахмадеев, в одиночку лидировавший большую часть дистанции.

### Мужчины
| Дисциплина  | Золото                   | Золото  | Серебро                              | Серебро | Бронза                                      | Бронза  |
| ----------- | ------------------------ | ------- | ------------------------------------ | ------- | ------------------------------------------- | ------- |
| Полумарафон | Ринас Ахмадеев Татарстан | 1:03.25 | Артём Аплачкин Москва Алтайский край | 1:03.55 | Андрей Минжулин Москва Свердловская область | 1:05.17 |

### Женщины
| Дисциплина  | Золото                         | Золото  | Серебро                            | Серебро | Бронза                                 | Бронза  |
| ----------- | ------------------------------ | ------- | ---------------------------------- | ------- | -------------------------------------- | ------- |
| Полумарафон | Марина Ковалёва Омская область | 1:15.13 | Оксана Фашенко Ульяновская область | 1:15.39 | Наталья Тарасова Новосибирская область | 1:16.35 |

## Чемпионат России по кроссу (осень)
Осенний чемпионат России по кроссу прошёл в Оренбурге 30 сентября—1 октября 2017 года. На итоги соревнований оказала влияние недостаточно подготовленная трасса. Так, Андрей Стрижаков, лидировавший в мужском забеге, оступился и получил травму на спуске за 2,5 километра до финиша. Наличие большого количества неровностей на километровом круге, мешавших быстрому бегу, отметили многие участники чемпионата.

### Мужчины
| Дисциплина  | Золото                                                  | Золото | Серебро                                     | Серебро | Бронза                 | Бронза |
| ----------- | ------------------------------------------------------- | ------ | ------------------------------------------- | ------- | ---------------------- | ------ |
| Кросс 10 км | Игорь Максимов Новосибирская область Забайкальский край | 32.45  | Андрей Минжулин Москва Свердловская область | 32.55   | Денис Чертыков Хакасия | 33.04  |

### Женщины
| Дисциплина | Золото                                 | Золото | Серебро                                   | Серебро | Бронза                                               | Бронза |
| ---------- | -------------------------------------- | ------ | ----------------------------------------- | ------- | ---------------------------------------------------- | ------ |
| Кросс 5 км | Наталья Власова Москва Приморский край | 17.38  | Анна Белокобыльская Новосибирская область | 17.42   | Гульшат Гайнетдинова Московская область Башкортостан | 17.49  |

## Чемпионат России по бегу на 100 км
Чемпионат России по бегу на 100 километров прошёл 1 октября в Брянске в рамках 4-го Фестиваля бега «Брянский лес». Чемпионское звание среди мужчин защитил рекордсмен России Василий Ларкин.

### Мужчины
| Дисциплина | Золото                            | Золото  | Серебро                            | Серебро | Бронза                      | Бронза  |
| ---------- | --------------------------------- | ------- | ---------------------------------- | ------- | --------------------------- | ------- |
| 100 км     | Василий Ларкин Смоленская область | 6:49.47 | Дмитрий Лысый Белгородская область | 7:00.57 | Виталий Верендякин Мордовия | 7:05.07 |

### Женщины
| Дисциплина | Золото                     | Золото  | Серебро                            | Серебро | Бронза                          | Бронза  |
| ---------- | -------------------------- | ------- | ---------------------------------- | ------- | ------------------------------- | ------- |
| 100 км     | Алсу Асанова Пермский край | 7:48.27 | Надежда Шиханова Кировская область | 7:54.27 | Ольга Уколова Самарская область | 7:55.14 |

## Чемпионат России по горному бегу (длинная дистанция)
XI чемпионат России по длинному горному бегу состоялся 22 октября 2017 года в Красной Поляне, Краснодарский край. На старт вышли 53 участника (35 мужчин и 18 женщин) из 16 регионов России. В третий раз подряд чемпионкой среди женщин стала Надежда Лещинская.

### Мужчины
| Дисциплина                           | Золото                                | Золото  | Серебро                               | Серебро | Бронза                  | Бронза  |
| ------------------------------------ | ------------------------------------- | ------- | ------------------------------------- | ------- | ----------------------- | ------- |
| 30 км перепад высот: +1311 м −1311 м | Руслан Хорошилов Белгородская область | 2:02.16 | Кирилл Недосеков Свердловская область | 2:04.18 | Ренат Кашапов Татарстан | 2:05.11 |

### Женщины
| Дисциплина                           | Золото                              | Золото  | Серебро                             | Серебро | Бронза                                 | Бронза  |
| ------------------------------------ | ----------------------------------- | ------- | ----------------------------------- | ------- | -------------------------------------- | ------- |
| 30 км перепад высот: +1311 м −1311 м | Надежда Лещинская Самарская область | 2:23.39 | Надежда Леонтьева Самарская область | 2:27.15 | Любовь Добровольская Самарская область | 2:27.52 |